# Sangrey
Sangrey és una concentració de població designada pel cens dels Estats Units a l'estat de Montana. Segons el cens del 2000 tenia 263 habitants.

## Demografia
Segons el cens del 2000, Sangrey tenia 263 habitants, 69 habitatges, i 60 famílies. La densitat de població era de 16,1 habitants per km².
Dels 69 habitatges en un 50,7% hi vivien nens de menys de 18 anys, en un 46,4% hi vivien parelles casades, en un 29% dones solteres, i en un 13% no eren unitats familiars. En l'11,6% dels habitatges hi vivien persones soles l'1,4% de les quals corresponia a persones de 65 anys o més que vivien soles. El nombre mitjà de persones vivint en cada habitatge era de 3,81 i el nombre mitjà de persones que vivien en cada família era de 4,1.
Per edats la població es repartia de la següent manera: un 42,6% tenia menys de 18 anys, un 11% entre 18 i 24, un 26,6% entre 25 i 44, un 15,2% de 45 a 60 i un 4,6% 65 anys o més.
L'edat mediana era de 23 anys. Per cada 100 dones de 18 o més anys hi havia 96,1 homes.
La renda mediana per habitatge era de 20.089 $ i la renda mediana per família de 20.446 $. Els homes tenien una renda mediana de 35.417 $ mentre que les dones 30.313 $. La renda per capita de la població era de 6.519 $. Aproximadament el 54% de les famílies i el 57,3% de la població estaven per davall del llindar de pobresa.

## Poblacions més properes
El següent diagrama mostra les poblacions més properes.